# 8900
8900（八千九百、はっせんきゅうひゃく）は自然数、また整数において、で8899の次で8901の前の数である。

## 性質
- 8900は合成数で、約数は 1, 2, 4, 5, 10, 20, 25, 50, 89, 100, 178, 356, 445, 890, 1780, 2225, 4450, 8900 である。
  - 約数の和は19530。
- 8900 = 22 × 52 × 89
  - 3つの異なる素因数の積で p2 × q2 × r の形で表せる127番目の数である。1つ前は8676、次は9036。(オンライン整数列大辞典の数列 A179643)
- 各位の和が17になる615番目の数である。1つ前は8810、次は9008。

## その他 8900 に関連すること
- 8900系または8900形を名乗る鉄道車両の一覧